# Mitsubishi

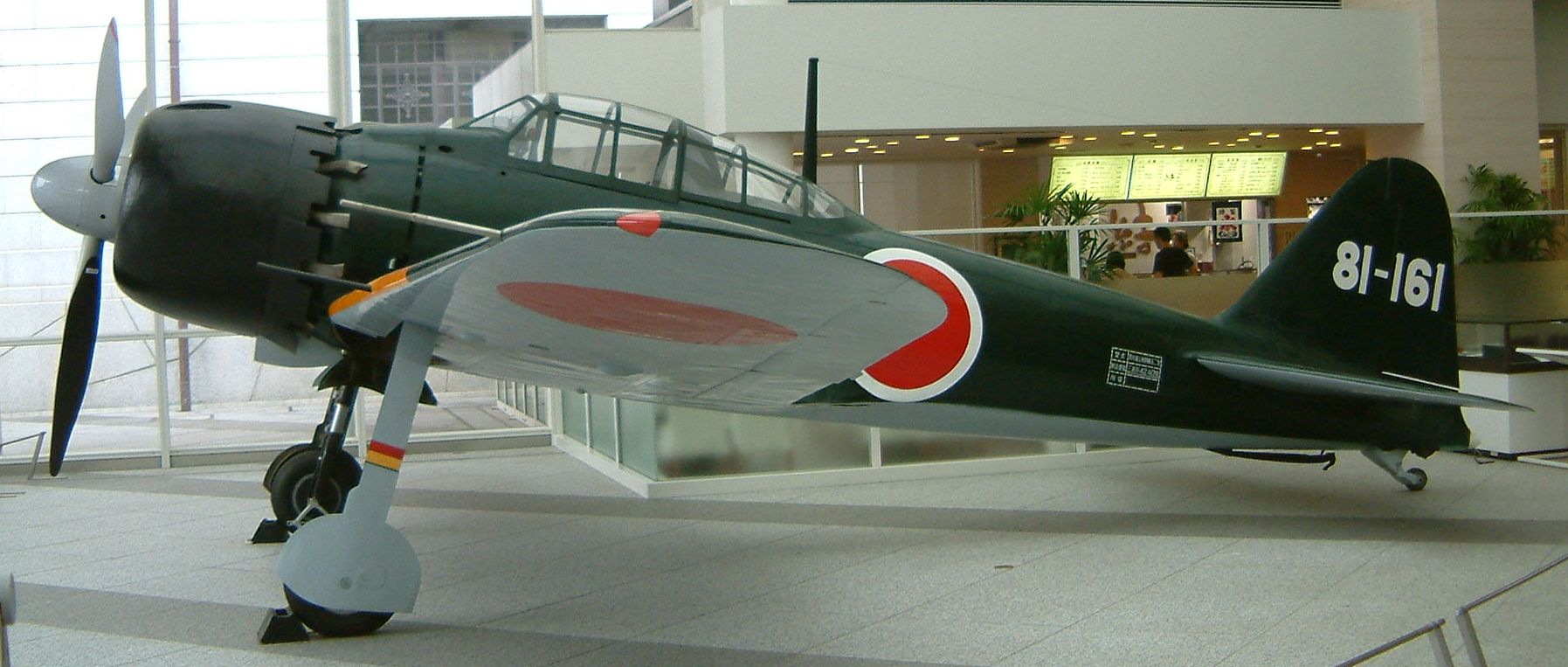
Mitsubishi Zero Model 52 (A6M5)

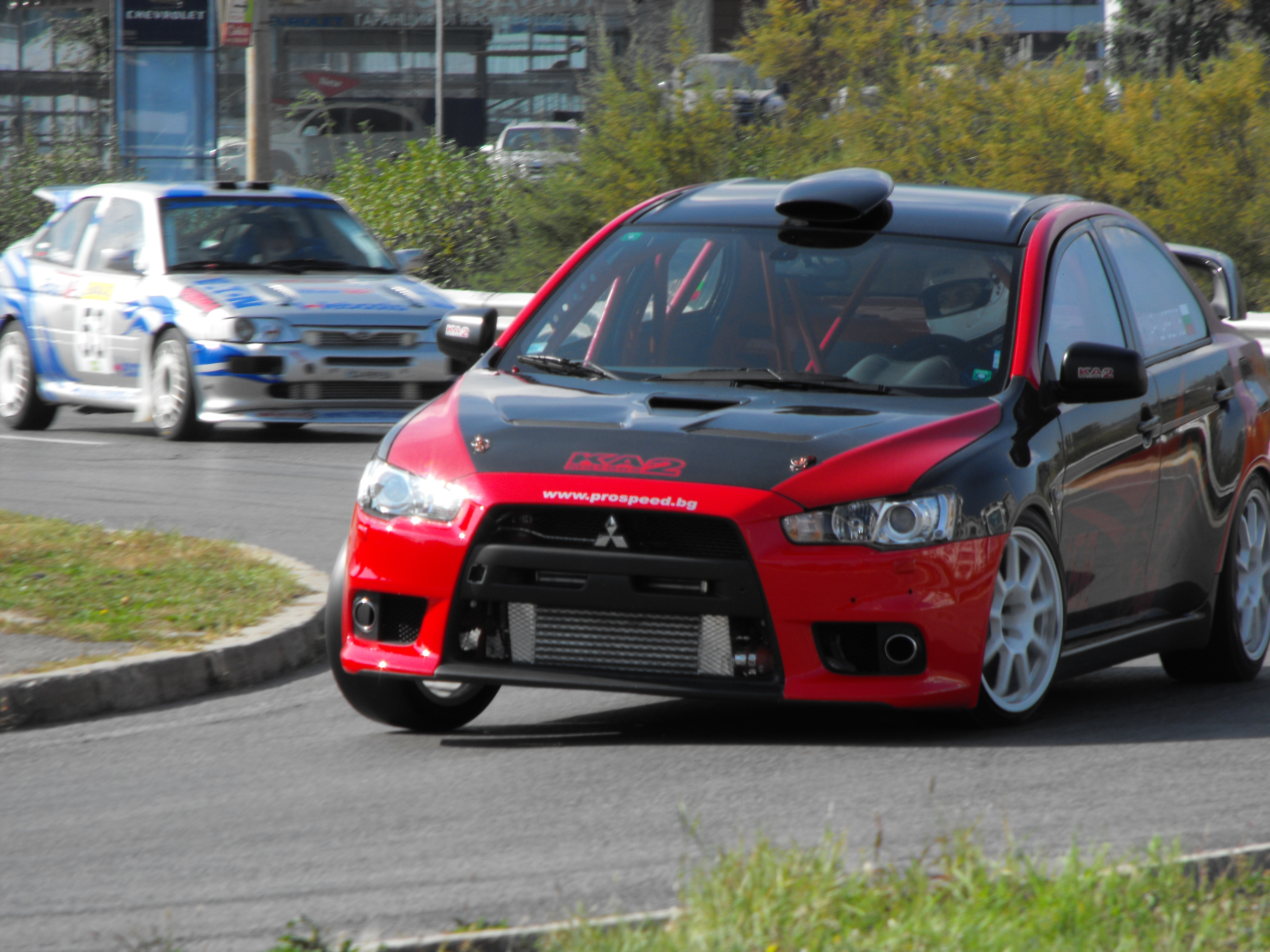
Mitsubishi Lancer WRC X

Mitsubishi Group (яп. 三菱グループ,, みつびしグループ, міцубісі ґурӯпу)— японська група підприємств. Штаб-квартира розташована в Токіо.

## Історія
Компанію «Міцубісі» заснував на початку 1870-х років Івасакі Ятаро. Перших три роки компанія мала назву «Цукумо Шьокай Шіпінґ» Tsukumo Shokai Shipping Co. З 1873 року назву змінили на Mitsubishi. Зі злиття родинних гербів засновників виникла всесвітньовідома торгова марка Mitsubishi — три ромби (яп. 三菱, Міцубіші). Ще на початку 20-го століття Mitsubishi перетворилася на величезну корпорацію, яка до закінчення Другої світової війни належала одній родині.

### Друга світова війна
У роки Другої світової війни «Міцубісі» використовувала примусову працю. Робітничий персонал включав військовополонених сил Союзників, а також громадян Китаю. У повоєнний період судові позови та вимоги про компенсації були пред'явлені проти корпорації, зокрема колишніми китайськими працівниками. 24 липня 2015 року компанія погодилася офіційно вибачитися за примусову працю у воєнний час і виплатила компенсацію 3765 китайським працівникам, які були змушені до роботи в гірничодобувній промисловості.

### Післявоєнна епоха
Після завершення війни в 1946 під тиском союзників «батьківська»-компанія власник Міцубісі хонся була реорганізована. Замість однієї компанії з'явилося 44 незалежні фірми. 
Компанії групи «Міцубісі» брали участь у безпрецедентному економічному зростанні Японії 1950—1960-х років. Коли Японія модернізувала енергетичну промисловість, були створені дочірні компанії Mitsubishi Atomic Power Industries, Mitsubishi Liquefied Petroleum Gas та Mitsubishi Petroleum Development. Традиційний акцент у технологічному розвитку робився в таких галузях, як освоєння космосу, авіація, освоєння океану, передача даних, комп'ютери та напівпровідники. Компанії Mitsubishi також активно займалися споживчими товарами та послугами.